# Scandia geniculata
Scandia geniculata är en flockblommig växtart som först beskrevs av Johann Georg Adam Forster, och fick sitt nu gällande namn av J.W.Dawson. Scandia geniculata ingår i släktet Scandia och familjen flockblommiga växter. Inga underarter finns listade i Catalogue of Life.